# Ammersee (kommunfritt område)
Ammersee är ett kommunfritt område i Landkreis Landsberg am Lech i Regierungsbezirk Oberbayern i förbundslandet Bayern i Tyskland. Området innefattar sjön Ammersee.